# NGC 6212
NGC 6212 is een compact sterrenstelsel in het sterrenbeeld Hercules. Het hemelobject werd op 26 juli 1870 ontdekt door de Franse astronoom Édouard Jean-Marie Stephan.

## Synoniemen
- MCG 7-34-142
- ZWG 224.96
- PGC 58840